# Glenn Howerton
Glenn Franklin Howerton III (Yokohama, 13 de abril de 1976) es un actor, productor, guionista y director estadounidense nacido en Japón. Es conocido por sus papeles como Dennis Reynolds en It's Always Sunny in Philadelphia  ,  para la cual también es escritor y productor ejecutivo, y Jack Griffin en AP Bio , así como el papel principal en la comedia de situación de corta duración That '80s Show.

## Vida temprana y educación
Howerton nació en Yokohama, Japón, hijo de padres estadounidenses Janice y Glenn Franklin Howerton Jr. Su padre era piloto de caza. Casi inmediatamente después de su nacimiento, su familia se trasladó a Arizona y luego a Nuevo México durante un breve periodo de tiempo. Cuando tenía tres años, se trasladaron a la ciudad inglesa de Felixstowe, Suffolk. Posteriormente se trasladaron a Virginia, y después a Corea del Sur, donde se establecieron en Seúl. Cuando tenía 10 años, la familia se trasladó a Montgomery, Alabama.
Tras graduarse en Jefferson Davis High School, se trasladó a Miami, donde pasó dos años en New World School of the Arts del Miami Dade College. En 1996, ingresó en la División de Arte Dramático de la Juilliard School de Nueva York, donde se graduó con una Licenciatura en Bellas Artes como parte del Grupo 29 (1996-2000).